# Стеблевые усачи
Стеблевые усачи (лат. Agapanthia) — род жесткокрылых насекомых из подсемейства ламиин внутри семейства усачей. Известно 9 подродов.
Имаго жуков данного рода имеют следующие характерные черты: тело вытянутое; глаза широко выемчатые, мелко фасетированные; усики длинные, тонкие, состоят из 12 члеников; надкрылья параллельносторонние; на вершине надкрылья обычно порознь закруглённые; надкрылья в густом волосяном покрове либо в редких волосках, которые не образуют сплошного покрова; на боках переднеспинки нет оттянутого бугра.

## Классификация
Выделяют следующие подроды:
- Agapanthia Audinet-Serville, 1835
- Agapanthoplia Pesarini & Sabbadini, 2004
- Amurobia Pesarini & Sabbadini, 2004
- Drosotrichia Pesarini & Sabbadini, 2004
- Epoptes Gistl, 1857
- Homoblephara Pesarini & Sabbadini, 2004
- Smaragdula Pesarini & Sabbadini, 2004
- Stichodera Pesarini & Sabbadini, 2004
- Synthapsia Pesarini & Sabbadini, 2004